# Римское общество
Римское общество — сельское общество, входившее в состав Римской волости Повенецкого уезда Олонецкой губернии.
Общество объединяло населённые пункты, расположенные возле деревни Римское, на реке Пяльме и территориях, прилегающих к Онежскому озеру.
В настоящее время территория общества относится к Пудожскому району Карелии
Согласно «Списку населённых мест Олонецкой губернии по сведениям за 1905 год» общество состояло из следующих населённых пунктов:
| Номер по порядку | Название населённого пункта | Название реки или озера, на котором расположено поселение | Расстояние до уездного города в верстах |
| 4268             | 1. Угольская                | От Онежского озера в 3,5 версты                           | 111                                     |
| 4269             | 2. Семеновская              | От Онежского озера в 3,5 версты                           | 111                                     |
| 4270             | 3. Римская                  | От Онежского озера в 3,5 версты                           | 110,5                                   |
| 4271             | 4. Подгорская               | От Онежского озера в 3,5 версты                           | 110,5                                   |
| 4272             | 5. Горская                  | От Онежского озера в 3,5 версты                           | 110,5                                   |
| 4273             | 6. Поповская                | От Онежского озера в 3,5 версты                           | 110,5                                   |
| 4274             | 7. Ульяновская              | От Онежского озера в 3,5 версты                           | 110,25                                  |
| 4275             | 8. Мокеевская               | От Онежского озера в 3,5 версты                           | 110                                     |
| 4276             | 9. Королевская              | От Онежского озера в 3,5 версты                           | 110,25                                  |
| 4277             | 10. Выселок Шурово          | Онежском озере                                            | 113,5                                   |
| 4278             | 11. Габнева                 | От Онежского озера в 8,5 верст                            | 107                                     |
| 4279             | 12. Пяльма                  | Реке Пяльме                                               | 97                                      |